# Derby County Football Club 1975-1976
Questa voce raccoglie le informazioni riguardanti il Derby County Football Club nelle competizioni ufficiali della stagione 1975-1976

## Stagione
Dopo aver iniziato la stagione battendo il West Ham Utd nell'incontro valevole per il Charity Shield, il Derby County ebbe ancora un inizio lento uscendo immediatamente dalla Coppa di Lega e stazionando nelle posizioni medio-basse della First Division. Successivamente i Rams recuperarono posizioni in classifica, disputando un torneo a stretto contatto con le posizioni di vertice, senza tuttavia risultare in grado di difendere il titolo. 
In Coppa dei Campioni i Rams superarono ai sedicesimi di finale lo Slovan Bratislava e batterono il Real Madrid nell'incontro di andata degli ottavi segnando un totale di sette reti; al retour match del Santiago Bernabéu le merengues rimontarono i quattro gol subitio all'andata per poi estromettere i Rams con un gol segnato durante i tempi supplementari.
Con l'inizio dell'anno nuovo il Derby County disputò la FA Cup, dove eliminò sia Everton sia Liverpool arrivando fino alla semifinale, dove venne eliminato dal Manchester Utd. Quest'ultimo risultato provocò una crisi societaria, con Sam Longson che inizialmente presentò le dimissioni per poi ritirarle grazie a un accordo con il consiglio di amministrazione, che favorirà l'avvento alla vicepresidenza di George Hardy. Al termine del campionato i Rams guadagnarono il diritto a disputare la Coppa UEFA grazie a un quarto posto, ottenuto con lo stesso numero di punti della stagione precedente. 

## Maglie e sponsor
Lo sponsor tecnico per la stagione 1975-1976 è Umbro. Ad eccezione del colletto, divenuto a tinta unica, le divise della stagione precedente vengono confermate con in aggiunta una quarta, simile a quella utilizzata nelle partite interne con in più delle linee orizzontali azzurre.
| Casa | Trasferta | Terza | Quarta |

## Rosa
| N. |                        | Ruolo | Calciatore               |
| -- | ---------------------- | ----- | ------------------------ |
|    | Inghilterra (bandiera) | P     | Colin Boulton            |
|    | Inghilterra (bandiera) | P     | Graham Moseley           |
|    | Inghilterra (bandiera) | D     | Peter Daniel             |
|    | Irlanda (bandiera)     | C     | Tony Macken              |
|    | Inghilterra (bandiera) | D     | Roy McFarland (capitano) |
|    | Inghilterra (bandiera) | D     | Henry Newton             |
|    | Inghilterra (bandiera) | D     | David Nish               |
|    | Galles (bandiera)      | D     | Rod Thomas               |
|    | Inghilterra (bandiera) | D     | Colin Todd               |
|    | Inghilterra (bandiera) | D     | Ron Webster              |
|    | Scozia (bandiera)      | C     | Archie Gemmill           |
|    | Inghilterra (bandiera) | C     | Kevin Hector             |

| N. |                        | Ruolo | Calciatore      |
| -- | ---------------------- | ----- | --------------- |
|    | Inghilterra (bandiera) | C     | Alan Hinton     |
|    | Galles (bandiera)      | C     | Leighton James  |
|    | Scozia (bandiera)      | C     | Jeff King       |
|    | Irlanda (bandiera)     | C     | Don O'Riordan   |
|    | Inghilterra (bandiera) | C     | Steve Powell    |
|    | Scozia (bandiera)      | C     | Bruce Rioch     |
|    | Inghilterra (bandiera) | A     | Jeff Bourne     |
|    | Scozia (bandiera)      | A     | Eric Carruthers |
|    | Inghilterra (bandiera) | A     | Roger Davies    |
|    | Irlanda (bandiera)     | A     | Chris Egan      |
|    | Inghilterra (bandiera) | A     | Charlie George  |
|    | Inghilterra (bandiera) | A     | Francis Lee     |

## Calciomercato

### Sessione estiva
| Acquisti         | Acquisti       | Acquisti       | Acquisti               |
| R.               | Nome           | da             | Modalità               |
| ---------------- | -------------- | -------------- | ---------------------- |
| P                | Graham Moseley | Aston Villa    | fine prestito          |
| A                | Charlie George | Arsenal        | definitivo (100 000 £) |
| Altre operazioni |                |                |                        |
| R.               | Nome           | da             | Modalità               |
| A                | John Sims      | Colchester Utd | fine prestito          |

### Operazioni esterne alle sessioni
| Acquisti | Acquisti       | Acquisti | Acquisti   |
| R.       | Nome           | da       | Modalità   |
| -------- | -------------- | -------- | ---------- |
| C        | Leighton James | Burnley  | definitivo |

| Cessioni | Cessioni    | Cessioni        | Cessioni              |
| R.       | Nome        | a               | Modalità              |
| -------- | ----------- | --------------- | --------------------- |
| D        | Jeff King   | Portsmouth      | prestito              |
| D        | Tony Macken | Portsmouth      | prestito              |
| D        | Ron Webster | Minnesota Kicks | prestito              |
| C        | Alan Hinton |                 | svincolato            |
| A        | Jeff Bourne | Dallas Tornado  | prestito              |
| A        | John Sims   | Notts County    | definitivo (10 000 £) |

## Risultati

### Coppa dei Campioni
| Arbitro: | Ohmsen |

|           |           |  |
| Masný 58’ | Marcatori |  |

| Arbitro: | van der Kroft |

|                         |           |  |
| Bourne 45’ Lee 78’, 82’ | Marcatori |  |

| Arbitro: | Ivanov |

|                                            |           |           |
| George 9’, 15’ (rig.), 78’ (rig.) Nish 42’ | Marcatori | 25’ Pirri |

| Arbitro: | Hungerbühler |

|                                                       |           |            |
| Martínez 2’, 50’ Santillana 55’, 99’ Pirri 78’ (rig.) | Marcatori | 60’ George |

### Charity Shield
| Arbitro: | Kew |

|                          |           |  |
| Hector 20’ McFarland 43’ | Marcatori |  |

## Statistiche

### Andamento in campionato
Luogo, risultato e posizione seguono l'ordine ufficiale delle giornate.
| Giornata  | 1  | 2  | 3  | 4  | 5  | 6  | 7 | 8 | 9 | 10 | 11 | 12 | 13 | 14 | 15 | 16 | 17 | 18 | 19 | 20 | 21 | 22 | 23 | 24 | 25 | 26 | 27 | 28 | 29 | 30 | 31 | 32 | 33 | 34 | 35 | 36 | 37 | 38 | 39 | 40 | 41 | 42 |
| --------- | -- | -- | -- | -- | -- | -- | - | - | - | -- | -- | -- | -- | -- | -- | -- | -- | -- | -- | -- | -- | -- | -- | -- | -- | -- | -- | -- | -- | -- | -- | -- | -- | -- | -- | -- | -- | -- | -- | -- | -- | -- |
| Luogo     | T  | T  | C  | C  | T  | C  | T | C | C | T  | C  | T  | C  | T  | C  | T  | C  | T  | C  | T  | T  | C  | T  | C  | C  | T  | C  | T  | C  | T  | T  | C  | T  | C  | T  | C  | C  | T  | C  | C  | T  | T  |
| Risultato | N  | N  | P  | V  | P  | V  | V | V | V | P  | V  | N  | V  | N  | V  | V  | V  | N  | V  | P  | N  | V  | P  | V  | P  | V  | V  | P  | V  | V  | N  | N  | N  | V  | V  | V  | N  | P  | P  | N  | P  | V  |
| Posizione | 11 | 11 | 17 | 12 | 19 | 12 | 8 | 7 | 4 | 8  | 7  | 6  | 5  | 7  | 5  | 3  | 2  | 3  | 2  | 4  | 4  | 3  | 5  | 4  | 4  | 4  | 4  | 5  | 5  | 4  | 4  | 4  | 4  | 4  | 4  | 4  | 4  | 4  | 4  | 5  | 5  | 4  |

Fonte:  Premier League 1975/1976 » Schedule, su worldfootball.net.
Legenda:

Luogo: C = Casa; T = Trasferta. Risultato: V = Vittoria; N = Pareggio; P = Sconfitta.

### Statistiche dei giocatori
| Giocatore     | First Division | First Division | FA Cup   | FA Cup | League Cup+Charity Shield | League Cup+Charity Shield | Coppa dei Campioni | Coppa dei Campioni | Totale   | Totale |
| Giocatore     | Presenze       | Reti           | Presenze | Reti   | Presenze                  | Reti                      | Presenze           | Reti               | Presenze | Reti   |
| ------------- | -------------- | -------------- | -------- | ------ | ------------------------- | ------------------------- | ------------------ | ------------------ | -------- | ------ |
| C. Boulton    | 24             | -31            | ?        | -?     | ?+1                       | -?+-6                     | 4                  | -7                 | 29+      | -44+   |
| J. Bourne     | 4              | 0              | ?        | ?      | ?+1                       | ?+0                       | 4                  | 1                  | 9+       | 1+     |
| E. Carruthers | 0              | 0              | 0        | 0      | 0+-                       | 0+-                       | -                  | -                  | 0        | 0      |
| P. Daniel     | 2              | 0              | ?        | ?      | ?+0                       | ?+0                       | 0                  | 0                  | 2+       | 0+     |
| R. Davies     | 21             | 3              | ?        | ?      | ?+0                       | ?+0                       | 2                  | 0                  | 23+      | 3+     |
| C. Egan       | 0              | 0              | 0        | 0      | 0+0                       | 0+0                       | 0                  | 0                  | 0        | 0      |
| A. Gemmill    | 42             | 6              | ?        | ?      | ?+1                       | ?+0                       | 4                  | 1                  | 47+      | 7+     |
| C. George     | 35             | 16             | ?        | ?      | ?+1                       | ?+0                       | 4                  | 4                  | 40+      | 20+    |
| K. Hector     | 32             | 7              | ?        | ?      | ?+1                       | ?+1                       | 3                  | 0                  | 36+      | 8+     |
| A. Hinton     | 3              | 0              | ?        | ?      | ?+0                       | ?+0                       | 1                  | 0                  | 4+       | 0+     |
| L. James      | 22             | 6              | ?        | ?      | -+-                       | -+-                       | -                  | -                  | 22+      | 6+     |
| J. King       | 1              | 0              | ?        | ?      | ?+0                       | ?+0                       | 0                  | 0                  | 1+       | 0+     |
| F. Lee        | 28             | 13             | ?        | ?      | ?+1                       | ?+0                       | 3                  | 2                  | 32+      | 15+    |
| T. Macken     | 2              | 0              | 0        | 0      | 0                         | 0                         | 0                  | 0                  | 2        | 0      |
| R. McFarland  | 37             | 2              | ?        | ?      | ?+1                       | ?+1                       | 4                  | 0                  | 42+      | 3+     |
| G. Moseley    | 18             | -27            | ?        | -?     | ?+0                       | -?+-0                     | 0                  | -0                 | 18+      | -27+   |
| H. Newton     | 33             | 1              | ?        | ?      | ?+1                       | ?+0                       | 4                  | 0                  | 38+      | 1+     |
| D. Nish       | 35             | 2              | ?        | ?      | ?+1                       | ?+0                       | 4                  | 1                  | 40+      | 3+     |
| D. O'Riordan  | 0              | 0              | ?        | ?      | ?+0                       | ?+0                       | 0                  | 0                  | 0+       | 0+     |
| S. Powell     | 20             | 3              | ?        | ?      | ?+0                       | ?+0                       | 2                  | 0                  | 22+      | 3+     |
| B. Rioch      | 38             | 13             | ?        | ?      | ?+1                       | ?+0                       | 3                  | 0                  | 42+      | 13+    |
| R. Thomas     | 40             | 0              | ?        | ?      | ?+1                       | ?+0                       | 4                  | 0                  | 45+      | 0+     |
| C. Todd       | 42             | 1              | ?        | ?      | ?+1                       | ?+0                       | 4                  | 0                  | 47+      | 1+     |
| R. Webster    | 6              | 0              | ?        | ?      | ?+0                       | ?+0                       | 0                  | 0                  | 6+       | 0+     |